# Kępiste
Kępiste (niem. Schloßkämpen, dawn. Kępno) – osada w Polsce położona w województwie zachodniopomorskim, w powiecie koszalińskim, w gminie Bobolice.
Miejscowość wchodzi w skład sołectwa Kłanino. Wieś o metryce średniowiecznej. Stanowiła własność biskupstwa kamieńskiego, od połowy XVI w. własność domeny państwowej w Bobolicach. W XVIII w. był tu jeden folwark państwowy obsługiwany przez dwóch osadników i owczarza. Wieś liczyła 4 ogniska i należała do parafii w Kurowie. Ponadto w owym czasie znajdował się tam folwark z młynem liczący 1152 morgi, obsługiwany przez chłopów. Należał do rodziny Bevenhufen. Według Bruggemanna, folwark ten był pozostałością po dawnych dobrach rodziny, która w pobliżu tej wsi posiadała zamek. Począwszy od XIX w. znajdowała się tu leśniczówka należąca w 1928 r. do Państwa Pruskiego. Została zniszczona w czasie wojny. 
W latach 1975–1998 miejscowość położona była w województwie koszalińskim.